# Райлин
Райлин (на английски: Raylene) е артистичен псевдоним на американската порнографска актриса Стейси Бриана Бернстейн (Stacey Briana Bernstein), родена на 12 февруари 1977 г. в град Глендора, щата Калифорния, САЩ.

## Ранен живот
Израснала е в град Западна Ковина, Калифорния.

## Кариера
Дебютира като актриса в порнографската индустрия през 1996 г., след което се оттегля през 2001 г., но по-късно се завръща към порнокариерата си.

## Награди и номинации
- 2008: AVN зала на славата.[4][5][3]
- 2017: XRCO зала на славата.[6]

Носителка на индивидуални награди
- 1999: XRCO награда за звезда на годината.[7][8][3][9]
- 2001: AVN награда за най-добра актриса (филм) – за изпълнението на ролята ѝ във филма „Артемезия“.[4][3]

Номинации за награди
- 2000: Номинация за AVN награда за изпълнителка на годината.[10]
- 2000: Номинация за XRCO награда за изпълнителка на годината.[11]
- 2001: Номинация за AVN награда за най-добра актриса (филм) – „Артемизия“.[12]
- 2002: Номинация за AVN награда за най-добра актриса (филм) – „Лоши съпруги 2“.[13]
- 2010: Номинация за XRCO награда за най-добро завръщане.[4][14]
- 2010: Номинация за XRCO награда за MILF на годината.[4][14]
- 2010: Номинация за XFANZ награда за MILF на годината.[15]
- 2012: Номинация за AVN награда за MILF изпълнител на годината.[4][16]
- 2012: Номинация за NightMoves награда за най-добра MILF изпълнителка.[17]
- 2013: Номинация за AVN награда за MILF изпълнител на годината.[18][19]
- 2013: Номинация за AVN награда за най-добра поддържаща актриса – „Торн“.[19][20]

Номинации за награди за изпълнение на сцени
- 2011: Номинация за AVN награда за най-добра групова секс сцена само с момичета.[4]
- 2011: Номинация за AVN награда за най-добра орална секс сцена – заедно с Моник Алекзандър за изпълнение на сцена във филма „Духай ми сандвич 14“.[21][4]

Други признания и отличия
- 98-о място в класацията на списание „Комплекс“ – „Топ 100 на най-горещите порнозвезди (точно сега)“, публикувана през месец юли 2011 г.[22]
- 15-о място в класацията на списание „Комплекс“ – „15-те най-горещи порнозвезди над 30“, публикувана през месец март 2011 г.[9]